# NGC 2494
NGC 2494 est une galaxie lenticulaire située dans la constellation de la Licorne. NGC 2494 a été découverte par l'astronome allemand Albert Marth en 1864. Cette galaxie a aussi été observée par l'astronome américain Lewis Swift le 3 février 1888 et elle a été ajoutée à l'Index Catalogue sous la cote IC 487.

## Caractéristiques
Sa vitesse par rapport au fond diffus cosmologique est de 3 802 ± 19 km/s, ce qui correspond à une distance de Hubble de 56,1 ± 3,9 Mpc (∼183 millions d'al).
NGC 2494 présente une large raie HI et elle renferme des régions d'hydrogène ionisé.